# Josep Pagès i Pascual
Josep Pagès i Pascual (Cassà de la Selva, Gironès, 2 de febrer de 1914 – Barcelona, 26 de juny de 1993) fou un futbolista català de la dècada de 1930.

## Trajectòria
Jugava a la posició d'extrem esquerre. Va començar a destacar a les files del Girona Futbol Club al començament dels anys trenta, entre 1932 i 1934, club amb el qual ascendí a la primera categoria del futbol català la temporada 1932-33. L'any 1934 fitxà pel FC Barcelona, romanent al club fins al 1940. En total disputà 105 partits i marcà 27 gols amb l'equip. Guanyà tres vegades el Campionat de Catalunya (1935, 1936, 1938), la Lliga Mediterrània (1937) i la Lliga Catalana (1938). Durant aquests anys fou jugador de la selecció catalana. Va rebutjar fer una prova amb el Reial Madrid.

## Palmarès
- Campionat de Catalunya de futbol:
  - 1935, 1936, 1938
- Lliga Mediterrània:
  - 1937
- Lliga Catalana:
  - 1938